# Leucospermum innovans
Leucospermum innovans är en tvåhjärtbladig växtart som beskrevs av Rourke. Leucospermum innovans ingår i släktet Leucospermum och familjen Proteaceae. Inga underarter finns listade i Catalogue of Life.